# Zírida
Amb el nom de zírides, zirites, zirís o Banu Ziri (àrab: الزيريون, az-zīriyyūn, o بنو زيري, Banū Zīrī) es coneixen dues dinasties amazigues, una de les quals va governar a Ifríqiya i l'altra a Granada.

## Els zírides d'Ifríqiya
Els zírides d'Ifríqiya foren una dinastia d'emirs d'origen amazic sanhaja, que va governar Ifríqiya —aproximadament l'actual Tunísia— des de mitjan segle x com a governadors i com a emirs independents des del 1048 fins al 1163. Els zírides foren eliminats el 1148 pels normands de Sicília i no foren restaurats pels almohades procedents del Marroc, quan aquests van conquerir l'antiga capital zírida, Mahdia, el 1160. Una branca d'aquests zírides, els Banu Hammad o hammàdides, van governar independentment el Màgrib central, amb capital a Qala (o Qalat Banu Hammad o Qalat Hammad o Al-Qala).

### Llista d'emirs zírides d'Ifríqiya
- Ziri ibn Manad, vers 950-971
- Bulugguín ibn Ziri, 971-984
- Al-Mansur ibn Bulugguín, 984-996
- Nàssir-ad-Dawla Badis ibn al-Mansur, 996-1016
- Xàraf-ad-Dawla al-Muïzz ibn Badis, 1016-1062
- Tamim ibn al-Muïzz, 1062-1108
- Yahya ibn Tamim, 1108-1116
- Alí ibn Yahya, 1116-1121
- Abu-l-Hàssan ibn Alí, 1121-1148
- Al regne de Sicília, 1148-1160
- Als almohades, 1160

### Governador deGabès
- Úmar ibn al-Muïzz, germà de Tamim ibn al-Muïzz, 1096-1097

## Els zírides de Granada
Els zírides de Granada es van formar com a dinastia d'una branca lateral dels zírides d'Ifríqiya, que va entrar al servei d'Almansor, va creuar l'estret de Gibraltar i es va instal·lar a la regió d'Ilbira. Després de donar suport al califa Sulayman al-Mustaín durant la fitna andalusina, els zírides van construir el seu propi emirat al voltant de Granada, que van governar fins al 1090, quan els van expulsar els almoràvits.

### Llista d'emirs zírides de Granada
- Zawi ibn Ziri (1013-1019)
- Habús ibn Maksan (1019-1038)
- Badis ibn Habús (1038-1073)
- Abd-Al·lah ibn Bulugguín (1073-1090)
- Als almoràvits (1090)

### Emirat de Màlaga
- Tamim ibn Bulugguín (1073-1090)